# Stankowice
Stankowice (do 1945 niem. Rengersdorf) – wieś w Polsce położona w województwie dolnośląskim, w powiecie lubańskim, w gminie Leśna.

## Położenie
Stankowice to wieś łańcuchowa o długości około 3,2 km, leżąca w północnej części Pogórza Izerskiego, pomiędzy miejscowościami Złotniki Lubańskie i Sucha, na wysokości około 275–430 m n.p.m.

## Podział administracyjny
W latach 1975–1998 miejscowość administracyjnie należała do województwa jeleniogórskiego.

## Zabytki
Do wojewódzkiego rejestru zabytków wpisane są obiekty:
- kościół filialny pw. Matki Boskiej Anielskiej, z XIV-XVII w.

W Stankowicach znajdują się także ruiny domku myśliwskiego Ernsta Gütschowa.

## Oświata
W Stankowicach znajduje się szkoła podstawowa z klasą 0.